# 翁明義

翁明義所繪製的中華台北奧會會旗

翁明義（Ong Ming-Yih，1952年7月1日—）是一位曾經三次代表中華民國/中華台北參加冬奧會滑雪項目的比賽滑雪、現代五項與冬季兩項運動的選手，也是中華奧林匹克委員會會旗的繪製者。曾擔任台灣滑雪協會的副會長，也是台灣著名的滑草設備品牌“草上飛”的創始人。1985年，擔任滑雪教練的他從歐洲引進新型的履帶滑草器到台灣。

## 經歷
- 1984年創立富諭企業股份有限公司，擔任負責人迄今
- 現任中華民國滑雪滑草協會副會長
- 現任中華台北奧會運動員委員會 委員
- 現任中華民國奧運人協會 理事長
- 1976年冬季奧林匹克運動會中華民國代表隊（滑雪）
- 1978年世界射擊錦標賽
- 1980年冬季奧林匹克運動會中華民國代表隊（滑雪，後代表隊因國旗問題抵制退出未參賽）
- 1984年冬季奧林匹克運動會中華民國代表隊（滑雪）